# Plagiochila fusca
Plagiochila fusca là một loài rêu trong họ Plagiochilaceae. Loài này được Sande Lac. mô tả khoa học đầu tiên.
Danh pháp khoa học của loài này chưa được làm sáng tỏ. 